# FidoNet
```

                   __
                  /  \
                 /|oo \
                (_|  /_)
                 _`@/_ \    _
                |     | \   \\
                | (*) |  \   )) 
   ______       |__U__| /  \//
  / FIDO \       _//|| _\   /
 (________)     (_/(_|(____/

```

FidoNet is een computernetwerk dat voornamelijk gebruikt wordt voor het versturen van elektronische post. Het netwerk bestaat uit zogenaamde nodes. De meeste daarvan zijn publiekelijk toegankelijke BBS'en.
Fidonet is vernoemd naar de naam van een systeem bij Phoenix Software waar een van de oprichters van het netwerk, de Amerikaan Tom Jennings, eerder werkte. Fidonet is niet vernoemd naar de hond van Tom Jennings, zoals vaak beweerd wordt.
De Nederlander Henk Wevers is daarnaast een van de oprichters van het netwerk in Europa, dat destijds startte met modems van 300 baud.

## Diensten
FidoNet biedt een drietal diensten:
- Echomail: te vergelijken met usenet. Echomail is opgedeeld in een aantal echo's die een bepaald onderwerp hebben. Een belangrijk verschil met usenet is dat elke echo 1 of meer moderators heeft die gebruikers de toegang tot een echo tijdelijk kan ontzeggen.
- File echo: te vergelijken met echomail, maar dan gericht op het verspreiden van bestanden.
- Netmail: elektronische post die naar 1 persoon gestuurd wordt. Dit is te vergelijken met e-mail op internet.

## Technische opzet
FidoNet is een hobbynetwerk, opgezet in een tijd dat vaste verbindingen tussen computers onbetaalbaar waren voor amateurgebruik. De technische opzet is daarom gericht op het minimaliseren van de tijd dat nodes met elkaar in verbinding staan. Over het algemeen worden voor deze verbindingen modems gebruikt.

### Nodenummers
Elke node in het netwerk krijgt een nummer toegewezen, het nodenummer. Het nodenummer is een unieke identificatie van de node binnen FidoNet. Dit nummer bestaat uit een aantal delen en heeft deze samenstelling: zone:net/node. Een zone komt grofweg overeen met een continent, een net is over het algemeen een beperkter geografisch gebied, meestal binnen een land, en het nodenummer geeft de identificatie van een node binnen een net. De zonenummers die binnen FidoNet gebruikt worden zijn:
1. Noord-Amerika
2. Europa (inclusief Rusland)
3. Australië
4. Zuid-Amerika
5. Afrika
6. Azië

Een voorbeeld van een nodenummer is 2:282/601. Dit wordt de 3d-notatie genoemd.
Een andere notatie die gebruikt kan worden is de 4d-notatie. De 3d-notatie wordt dan uitgebreid met .point. Dit type adres wordt gebruikt door zogenaamde points, mensen die gebruikmaken van de diensten van een bepaalde mailhost om hun mail op te halen en te versturen. Een voorbeeld van een 4d-adres is 2:282/601.12.
FidoNet maakt gebruik van een nodelist, dit is de officiële lijst met nodes. Hierin staan alle nodenummers opgesomd, samen met bereikbaarheidsinformatie zoals het telefoonnummer en de technische mogelijkheden van de node. Deze nodelist wordt door software gebruikt om te bepalen waar bijvoorbeeld netmail voor 2:282/601 naartoe moet worden gestuurd. De nodelist is voor Fidonet wat DNS is voor internet. De nodelist wordt iedere week bijgewerkt. Omdat het te kostbaar was om iedere week de nieuwe nodelist naar alle aangesloten nodes te verspreiden, worden slechts de wijzigingen verspreid, de nodediff.

### Mailtransport
Over het algemeen legt een node eenmaal of vaker per dag, meestal op een moment dat een telefoongesprek goedkoop is, contact met de hub. De hub legt contact met de nethost (node 0 in het net: dus 2:282/0 is de host van net 282 in zone 2) en de nethost legt contact met de regio-host. Vervolgens legt die weer contact met de zone-host. Deze wisselt mail uit met de andere zones. Op deze manier kan mail via een aantal 'hops' over de hele wereld worden verplaatst.
Omdat de uitwisseling van mail over het algemeen slechts enkele malen per dag wordt gedaan, is Fidonet mail veel trager dan internet-e-mail.

### Standaarden
Fidonet maakt gebruik van technische standaarden die worden vastgelegd door het Fidonet Technical Standards Committee (FTSC). De standaarden worden geïdentificeerd aan de hand van hun FTSC-nummer en zijn voor wat betreft hun functie vergelijkbaar met de RFC's die op internet worden gebruikt.

## Historie
Het FidoNet werd ontwikkeld door een aantal Amerikanen die eigen BBS'en hadden. Op een gegeven moment ontstond de behoefte om onderling automatisch berichten uit te wisselen. Een van hen, Tom Jennings, had een eigen computerprogramma ontwikkeld dat door de meesten werd gebruikt voor hun BBS. Tom Jennings paste zijn programma, Fido genaamd, aan om de BBS'en in staat te stellen onderling hun berichten uit te wisselen, de kiem voor het latere FidoNet was gelegd.
FidoNet werd buiten de Verenigde Staten van Amerika als eerste ingevoerd in Europa. De Nederlandse Hobby Computer Club  speelde hierin een essentiële rol. Het eerste netwerk buiten de VS was net 500 van de HCC in Nederland. Een centrale rol werd hierbij vervuld door Henk Wevers. Hij was de eerste coördinator voor Europa (zone 2) en coördinator voor Nederland (regio 28).
De latere jaren van FidoNet in Nederland kenmerkten zich door een explosieve groei en de daarbij komende meningsverschillen tussen de verschillende organisaties die het FidoNet in Nederland bevorderden. Enkele van die organisaties, naast de HCC, waren: de stichting Dutch FidoNet Foundation (DFF), de vereniging Dutch Communications Network (DCN), de stichting Elektronische Communicatie (ElCom), een groep samenwerkende gebruikers die werd gesponsord door het Personal Computer Magazine (PCM-Net) en enkele groepen samenwerkende gebruikers zonder overkoepelend rechtspersoon: o.a. BBS Collectief (ColNet), FreeNet, TotaalNet en Dutch Independent Network (DIN).
Ook in Duitsland en later in de voormalige Sovjetrepublieken kende FidoNet zeer veel gebruikers. In Frankrijk kwamen BBS'en en dus ook FidoNet nooit echt van de grond, door de grote verspreiding van Minitel was er weinig behoefte om op andere manieren elektronisch te communiceren.
Door de opkomst van het internet spelen BBS'en en FidoNet heden ten dage nog slechts een marginale rol.

## Organisatie
FidoNet is een vrijwilligersorganisatie. Om bepaalde zaken te coördineren, is er een aantal functies dat op basis van aanwijzing of verkiezing wordt ingevuld.
- 1 internationale coördinator (IC): deze wordt door de zonecoördinatoren uit hun midden gekozen.
- 6 zonecoördinatoren (ZC), gekozen door de regionale coördinatoren.
- Zones zijn opgedeeld in regio's die in principe samenvallen met de landsgrenzen. Nederland is regio 28, België is regio 29. Per regio is er een regiocoördinator (RC).
- Per net een coördinator (NC).
- Een groot aantal hubcoördinatoren.
- Coördinatoren voor echomail, respectievelijk op net-, regio- en zoneniveau.

Alleen de internationale en zonecoördinatoren worden gekozen, alle andere worden aangewezen door de naasthogere coördinator. Die coördinator kan er uiteraard gebruikmaken van verkiezingen, in Europa is dat zelfs verplicht. Elke coördinator is in principe verantwoordelijk voor het onderhoud van het voor hem/haar relevante gedeelte van de nodelist.
Wekelijks wordt er ook een nieuwsbrief als bestand verspreid: FidoNews.

### Regels
FidoNet kent weinig regels. De meeste zijn vergelijkbaar met de nettiquette zoals die op internet wordt gehanteerd. FidoNet nodes worden geacht zich te houden aan ten minste de volgende regels:
- volgen van de technische standaards van Fidonet
- gebruiken van een actuele nodelist
- Fidonetmail kunnen ontvangen
- niet snel geïrriteerd zijn
- niet irriteren

Er zijn wel meer uitgebreide regels voor FidoNet in het algemeen (bv. POLICY4) en echomail in het bijzonder, maar die worden niet overal erkend.

### FTN
Een FTN is een Fido Technology Network, een netwerk dat wel de technische standaarden van Fidonet volgt, maar geen onderdeel is van de Fidonetorganisatie. Een FTN ontstaat meestal uit onvrede over het beleid van een bepaalde coördinator.

## Gebruikte software
Voor het functioneren van Fidonet is bepaalde software nodig: mailers, mailreaders, tossers en nodelist compilers zijn veelgebruikte gereedschappen. Een beperkte opsomming van veelgebruikte programma's met de respectievelijke auteurs:
- Mailers
  - Fido (Tom Jennings)

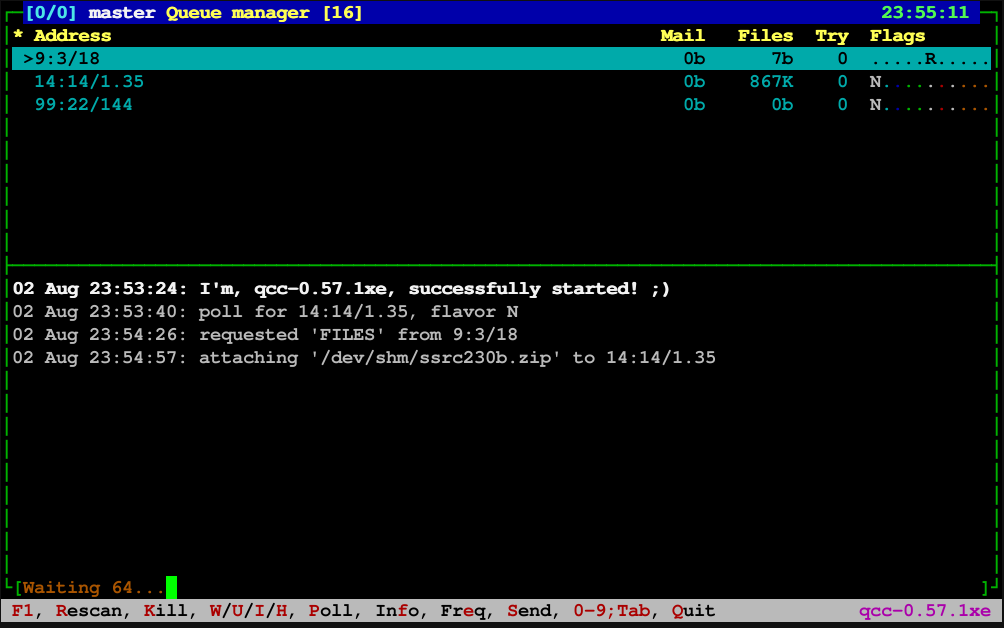
qico-qcc 0.57.1xe

  - BinkleyTerm (Vince Perriello & Bob Hartman)
  - Dutchie (Henk Wevers)
  - FrontDoor (Joaquim Homrighausen)
  - InterMail (Peter Stewart)
  - D'Bridge (Chris Irwin)
  - Xenia (Arjen Lentz)
  - Seadog (Thom Henderson)
  - ifcico
  - qico (Stepan Pologov, Cyril Margorin, Lev Serebryakov, Pavel Kurnosoff, Mitry Matyushkov)
  - binkd (Dmitry Maloff, Stas Degteff, …)
- Echomailprocessors
  - TosScan (Joaquim Homrighausen)
  - Squish (Scott Dudley)
  - GEcho (Gerard van der Land)
  - FMail (Folkert Wijnstra)
  - FastEcho (Tobias Burchhardt)
  - HPT (Matthias Tichy, Max Levenkov)
  - IOSmail (Rinaldo Visscher) voor Atari ST

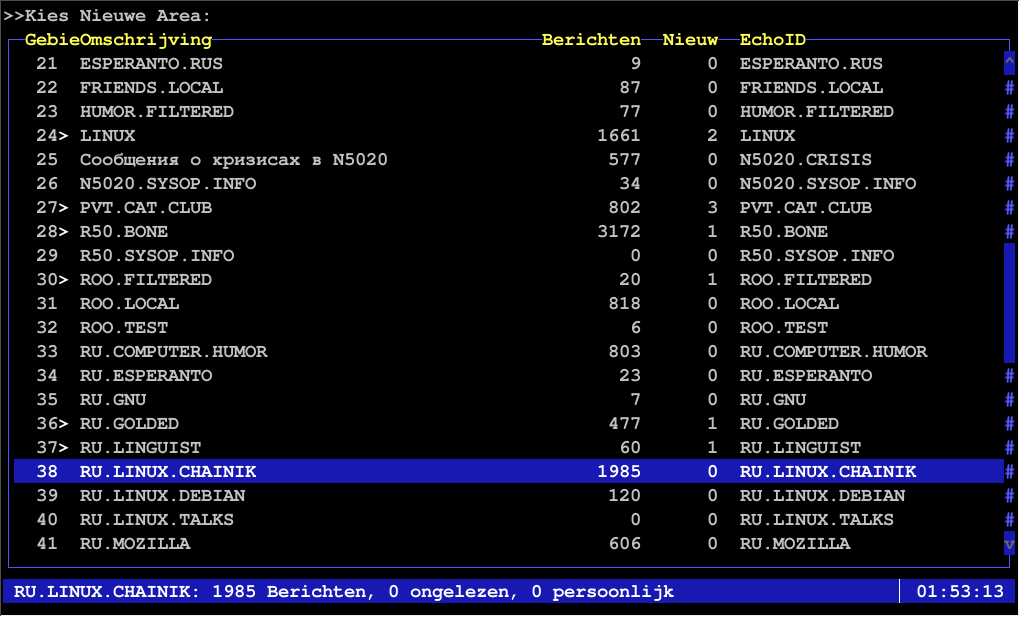
GoldED+ 1.1.5 snapshot 20060327

- Mailreaders/editors
  - GoldED (Odinn Sorensen)
  - timEd (Gerard van Essen)
  - SLMR (Greg Hewgill)
- File-echoprocessors
  - Allfix (Harald Harms)
  - FileMGR (Erick van Emmerik)
  - HTick